# 気仙沼市大谷鉱山歴史資料館

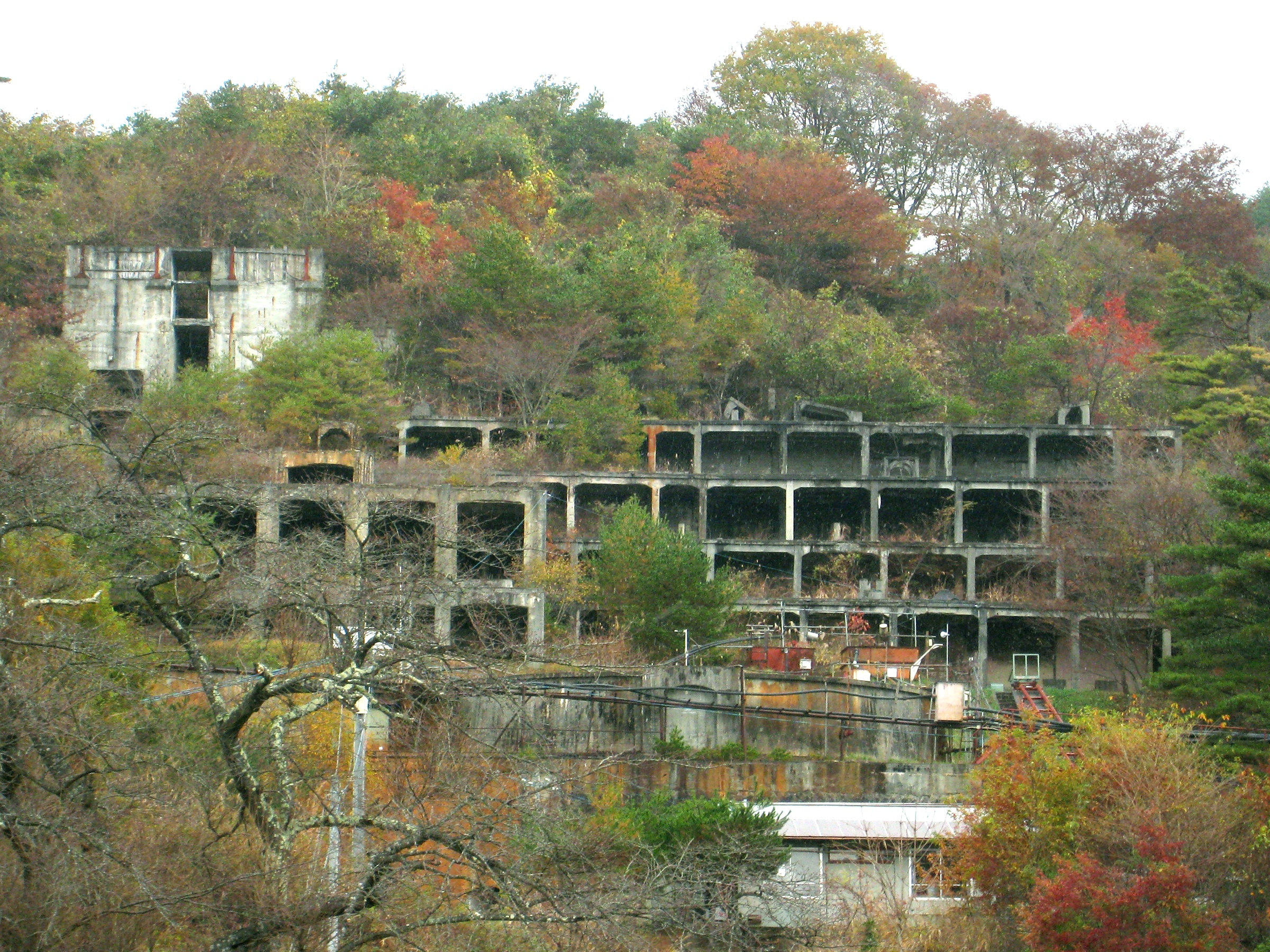
大谷鉱山跡地

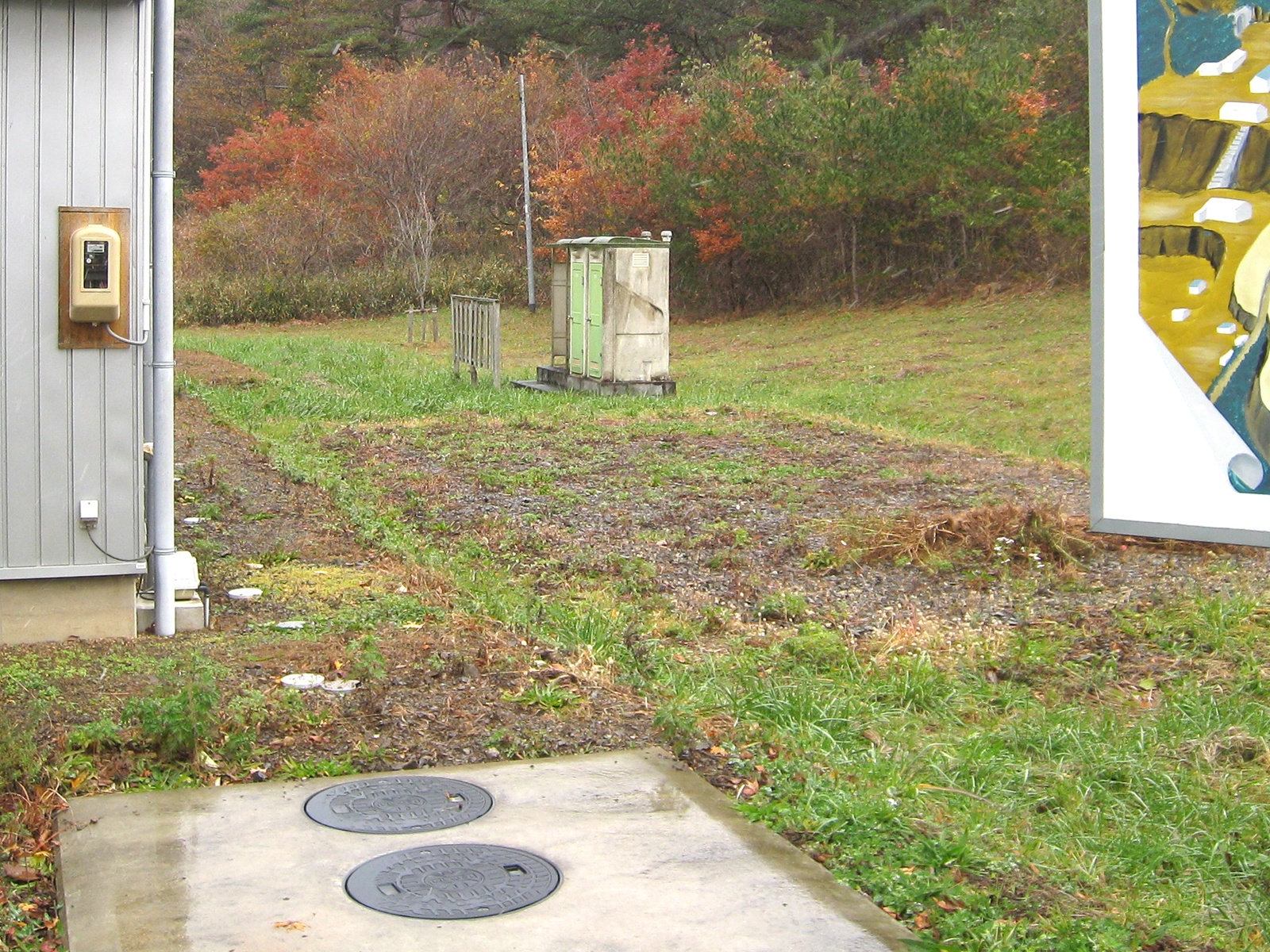
資料館裏手の大谷鉱山資料保存庫跡地

気仙沼市大谷鉱山歴史資料館（けせんぬましおおやこうざんれきししりょうかん）は、宮城県気仙沼市にある資料館である。

## 概要
気仙沼市が設置している大谷鉱山に関する資料館で、入館料は無料となっており、館内には鉱山で実際に使われていた削岩機や車両の他に、往事の鉱山における操業の様子や鉱山従業員の生活を写した写真など、計450点の収蔵品が展示されていて、また資料館出入口の外からは、大谷鉱山の選鉱場跡地などが遠望できる。
資料館は建築面積168.51平方メートルの木造平屋建てで、建設費用は約1800万円となっており、管理は指定管理者の株式会社本吉町産業振興公社が行っている。

## 歴史
大谷鉱山は1905年に試掘が開始され、最盛期には1303人の従業員が働いていたものの、1976年に資源枯渇のため閉山となった金鉱山で、閉山後に元従業員が結成した大谷鉱山資料収集保存会により、鉱山で使われていた機械などの収集や募金活動が行われ、収集品などを展示する大谷鉱山資料保存庫が1988年に鉱山跡地へ建設された。
年月の経過により保存庫が老朽化すると、歴史資源を活用した地域作りを目指す本吉町（現・気仙沼市）が、本吉町大谷鉱山歴史資料館条例に基づいて本吉町大谷鉱山歴史資料館を設置することになり、保存庫の隣接地へ資料館となる建物が建設され、保存会から保存庫で展示されていた機械などの寄付を受けて、2005年4月1日に開館した。
2009年9月1日に行われた本吉町による気仙沼市への編入合併に伴い、設置の根拠となる条例が気仙沼市大谷鉱山歴史資料館条例に変更となり、また名称を気仙沼市大谷鉱山歴史資料館と改めた。

## 利用情報
開館時間
10時 - 16時
定休日
毎週水曜日（水曜日が休日の場合は翌日） / 年末年始
入館料
無料
駐車場
20台

## 主な展示物
- バッテリーカー
- 2tグランビー鉱車
- タイヤーローダー
- 金鉱石
- 写真

## 交通アクセス
JR気仙沼線 小金沢駅から車で10分